# خلية بائية ذاكرة

خلايا بي الخام (يسار) هي خلايا النظام المناعي التي تنتج مضادات تعمل على إبطال مفعول ميكروب دخيل. وهي تكوُن خلايا ذاكرة (يمين) تتذكر هذا الدخيل عندما يصيبها مرة ثانية فتسرع بمقاومته عن طريق انتاجها لجسيمات مضادة (أزرق في شكل Y).

 خلية بي ذاكرة  (بالإنجليزية: Memory B cells) هي خلية بائية تحولت في أحد الأعضاء اللمفاوية بعد أن تعرضدت لجسم دخيل (مثل ميكروب) وتحفزت لتكوين جسيمات مناعة في حالة مواجهتها لعدوى مستقبلا بنفس مسبب المرض؛ لهذا تسمى تلك المقاومة «الاستجابة المناعية الثانية».

## الاستجابة الأولية
عند الإصابة الأولى لأحد مسببات المرض (أنتيجين) تنشط خلايا بي الخام في وجود خلايا تي مساعدة TFH cells في العضو المناعي الثانوي (مثل عقدة لمفاوية) وتنقسم مكونة عددا كبيرا من خلايا بي تتميز بمقاومتها لهذا الدخيل على الجسم بعينه. معظم تلك الخلايا الناتجة عن الانقسام تذهب إلى البلازما وتشكل خلايا بلازما وتقوم بإنتاج جسيمات مضادة antibodies تعمل على تحييد المهاجم؛ وجزء من الخلايا الناتجة عن الانقسام تستقر كامنة كخلايا ذاكرة لمدة طويلة وتنشط في حالة تعرض الجسم بعدوى من هذا الدخيل الذي تعرفت عليه من قبل وقاومته. بعض خلايا بي المنشطة لا يتوفر لها إمكانية التحول في العضو اللمفاوي لتصبح خلية بي ذاكرة.
تتطور «الخلايا بي» في أحد أعضاء نظام المناعة وتقوم بإنتاج الجسيمات المضادة المعروفة بكريين مناعي immunoglobulin. تلك العملية تسمى تطور فائق جسمي somatic hypermutation وهي مسؤولة عن تطور ذاتي سريع بمعدل 1 من كل 1600 انقسام للخلايا (هذا بالمقارنة بمعدل تطور خلايا الجسم الأخرى الذي يتم بمعدل 1 كل 1.000.0000 خلية.)
وبعد عدة تطورات تتعرض إلى العديد من الاختيارات عن طريق خلايا تي مساعدة TFH . تلك الخلايا بي المتطورة يكتسب سطحها جسيمات مضادة يمكنها بسهولة التعرف على مسبب للمرض تعرفت عليه من قبل. وتبقى في حالة تبادل لاشارات مع قريناتها من الخلايا تي المساعدة TFH cells]] ، ويمكنها التحول إلى أحد الأنواع التالية:
- (i) تتحول إلى خلية بلازما متمتعة بمقاومة خاصة ضد دخيل معين، أو
- (ii) خلية بي ذاكرة (ذات ألفة النضج) , أو
- (iii) تستقر في أحد أعضاء نظام المناعة (مثل عقدة لمفاوية) في انتظار تتطور مستقبلا عن طريق خلايا تي مساعدة TFH .

وبناء على ذلك فإن خلايا بي الذاكرة التي اختيرت من قبل وتهيأت في عضو مناعي تكون قد حصلت على درجة عالية من التطور لمواجهة دخيل بعينه (أنتيجين) (أنظر الشكل: الفيروس A1) . وبالعكس، خلال التطورات التي تتم في عضو مناعة فإن تلك الخلايا تي الناشئة ولم تحصل على خبرات خلايا بي الذاكرة فهي تتحلل وتزاول استماتة.

## الاستجابة الثانوية والذاكرة
بعد إصابات متعددة لنفس مسبب المرض تتزايد أعداد خلايا بي المتولدة بحيث تكون ما يسمى «استجابة متعددة التوالد»، وبالتالي يتكون منها عددا كبيرا من خلايا بي الذاكرة وتبقى باقية. وعلى ذلك فتكون هناك استجابة قوية (بعدد كبير من الجزيئات المقاومة للجرثوم الدخيل) عند عودة الإصابة بهذا الجرثوم بعينه مرة ثانية. وليس من المعروف الحد الذي ينتهي عنده هذا التطور والتزايد الذي يعمل دائما بطريقة أفضل ضد نفس الدخيل. ولكن من المسلم به أن نشأة تجمعات خلايا من نفس الخلايا بي الأولية وتنوعها كخلايا بي ذاكرة فهي تبقى لمدد طويلة وتكون محتفظة بوظيفتها، طالما يدعم ذلك بالتطعيم وتجديد التطعيم.

## اقرأ أيضا
- خلية بائية
- خلية لمفاوية
- نظام المناعة
- خلية تي ذاكرة
- خلية تي خام
- خلية بي خام